# Zafara
Zafara es una localidad española perteneciente al municipio de Fariza, en la comarca de Sayago de la provincia de Zamora, España.
Su término pertenece a la histórica y tradicional comarca de Sayago. Junto con las localidades Badilla, Cozcurrita, Fariza, Mámoles, Palazuelo de Sayago y Tudera, conforma el municipio de Fariza de Sayago.
La biodiversidad de su término ha sido protegida por la Unesco con la figura de reserva de la biosfera transfronteriza bajo la denominación de Meseta Ibérica, por la Unión Europea con la Red Natura 2000 y por la comunidad autónoma de Castilla y León con la figura de parque natural,  en estas dos últimas bajo la denominación de Arribes del Duero. La triple protección de este espacio natural busca preservar sus valores naturales, de gran valor paisajístico y faunístico, en el que destaca la presencia de aves como el buitre leonado, la cigüeña negra, el halcón peregrino, el alimoche, la chova piquirroja, el búho real, el águila real y el águila perdicera. Además, la notable conservación de este territorio le ha convertido en las últimas décadas en un punto de referencia del turismo de naturaleza.

## Topónimo
El topónimo de Zafara podría derivar del vocablo árabe Tzafar, cuyo significado es límite o frontera.

## Geografía física
Zafara está rodeada de cortinas y exuberantes encinas. Se encuentra situada en una suave ladera junto al cerro El Cueto. Parte de su término municipal, aproximadamente la mitad, pertenece al Estado.

### Ubicación
Zafara se encuentra situada en el suroeste zamorano. Dista 50,3 km de Zamora capital.
Pertenece a la comarca de Sayago. Se integra dentro de la Mancomunidad Sayagua y el partido judicial de Zamora.
No posee ayuntamiento propio. Se encuentra integrada dentro del término municipal de Fariza.
Está dentro del parque natural de Arribes del Duero, un espacio natural protegido de gran atractivo turístico.
| Noroeste: Fariza           | Norte: Badilla       | Noreste: Tudera          |
| Oeste: Palazuelo de Sayago |                      | Este: Muga de Sayago     |
| Suroeste: Formariz         | Sur: Villar del Buey | Sureste: Villar del Buey |

## Historia
En la Edad Media, Zafara quedó integrado en el Reino de León, época en que habría sido repoblado por sus monarcas en el contexto de las repoblaciones llevadas a cabo en Sayago, datando su primera referencia escrita del siglo XIII.
Posteriormente, en la Edad Moderna, Zafara estuvo integrado en el partido de Sayago de la provincia de Zamora, tal y como reflejaba en 1773 Tomás López en Mapa de la Provincia de Zamora.
Perteneció a la cuadrilla de Bermillo, que era una de las cuatro en que se dividía el antiguo partido de Sayago dentro de la jurisdicción de la ciudad de Zamora.
Así, al reestructurarse las provincias y crearse las actuales en 1833, la localidad se mantuvo en la provincia zamorana, dentro de la Región Leonesa, integrándose en 1834 en el partido judicial de Bermillo de Sayago, dependencia que se prolongó hasta 1983, cuando fue suprimido el mismo e integrado en el partido judicial de Zamora.

## Geografía humana

### Demografía
| Gráfica de evolución demográfica de Zafara entre 1842 y 1970 |
| |
| Población de derecho según los censos de población del INE Población de hecho según los censos de población del INEEntre el censo de 1981 y el anterior, este municipio desaparece porque se integra en el municipio 49064 (Fariza) |

### Economía

#### Minería
Zafara tuvo en el pasado cierta actividad minera, que coincide con la Primera y Segunda Guerra Mundial, como la explotación de wolframio que en los parajes de El Cueto y de Las Lastras ha dejado abiertos túneles y trincheras, que en la actualidad han sido clausurados. En la mina del citado cerro, se han encontrado excelentes ejemplares de cuarzo ahumado y transparente.

## Patrimonio
Conserva en gran medida su arquitectura tradicional, destacando en la misma su iglesia y sus tres hermosas fuentes: La Fuente Vieja, Pozo Fondo y La Fontanina, esta última considerada como pieza única en la comarca de Sayago por su dintel curvo y su soporte transversal interno.